# Шведска социјалдемократска партија
Шведска социјалдемократска странка (швед. Sveriges socialdemokratiska arbetareparti, скраћено Socialdemokraterna; дословно, „Социјалдемократска радничка партија Шведске“ и „Социјалдемократи") је једна од главних политичких партија у Шведској. Основана је 1888. године (1917. се у странци догодио раскол када су је напустили комунистички и револуционарно расположене присталице како би створили данашњу Леву странку).
Идеологија странке је социјалдемократија (а такође се помиње и демократски социјализам). Гласачка база се претежно налази у радницима плавих оковратника, запосленицима у јавном сектору, незапосленима, интелектуалцима и имигрантима. Добар део њене снаге потиче од снажних веза са Шведском конфедерацијом синдиката (ЛО), која представља око 90% шведског радништва. Странка је чланица Социјалистичке интернационале, Напредне алијансе, Партије европских социјалиста и САМАК-а.
Шведска социјалдемократска партија тренутно има око 105.000 чланова, с око 2540 територијалних организација и 500 организација у предузећима.
Постоји неколико организација унутар шведског социјалдемократског покрета: 
- Национална федерација социјалдемократских жена Шведске (S-kvinnor) која окупља жене.
- Шведска социјалдемократска омладинска лига (Sveriges Socialdemokratiska Ungdomsförbund или SSU) која окупља омладину.
- Социјалдемократски студенти Шведске (Socialdemokratiska Studentförbundet) које организује студенте на универзитетима.
- Хришћанско братство (Broderskap) која окупља социјалдемократски оријентисане хришћане.

Традиционални симбол странке је црвена ружа, за коју се верује да ју је увео Фредрик Штрем. Изглед руже се мењао кроз године.
Шведска социјалдемократска партија се често назива једном од најуспешнијих социјалдемократских странки на свету. Од године 1933. када је дошла на власт и применила социјалдемократска начела у борби проти велике економске кризе, њене владе су успешно искористиле неутралност Шведске у Другом светском, а касније Хладном рату како би створиле један од најбоље организованих и најефикаснијих система државе благостања, а истовремено омогућиле сталан раст шведске економије. Тзв. „шведски модел“, који многи држе најуспешнијим компромисом између капитализма и социјализма, је шведским социјалдемократама омогућио да остану на власти више од седам деценија, с изузећем периода 1976—1982. и 1991—1994. Међутим, улазак Шведске у Европску унију и проблеми изазвани процесом глобализације је натерао шведске социјалдемократе да у последње време размишљају о заокрету према неолибералној тржишној политици, односно идеологији Трећег пута.
На парламентарним изборима 17. септембра 2006, шведске социјалдемократе изгубили су власт.